# Katholieke Kerk in Malawi
De Katholieke Kerk in Malawi is een onderdeel van de wereldwijde Katholieke Kerk, onder het geestelijk leiderschap van de paus en de curie in Rome.
In 2005 waren ongeveer 2.873.000 (24%) inwoners van Malawi katholiek. Malawi bestaat uit acht bisdommen, waaronder twee aartsbisdommen, verdeeld over twee kerkprovincies. De bisschoppen zijn lid van de bisschoppenconferentie van Malawi. President van de bisschoppenconferentie is Joseph Mukasa Zuza, bisschop van Mzuzu. Verder is men lid van de Association of Member Episcopal Conferences in Eastern Africa en de Symposium des Conférences Episcoaples d’Afrique et de Madagascar.
Apostolisch nuntius voor Malawi is aartsbisschop Gian Luca Perici, die tevens nuntius is voor Zambia.

## Bisdommen

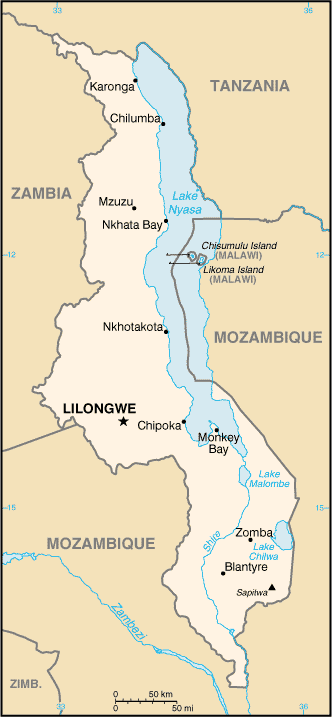
Malawi

| - Aartsbisdom - Bisdom |

- Blantyre
  - Chikwawa
  - Mangochi
  - Zomba
- Lilongwe
  - Dedza
  - Karonga
  - Mzuzu

## Nuntius
- Apostolisch pro-nuntius
  - Aartsbisschop Alfredo Poledrini (21 mei 1966 – 1970)
  - Aartsbisschop Luciano Angeloni (24 december 1970 – 25 november 1978)
  - Aartsbisschop Giorgio Zur (5 februari 1979 – 3 mei 1985)
  - Aartsbisschop Eugenio Sbarbaro (14 september 1985 – 7 februari 1991)
  - Aartsbisschop Giuseppe Leanza (4 juni 1991 – 29 april 1999)
- Apostolisch nuntius
  - Aartsbisschop Orlando Antonini (24 juli 1999 – 16 november 2005)
  - Aartsbisschop Nicola Girasoli (24 januari 2006 – 29 oktober 2011)
  - Aartsbisschop Julio Murat (27 januari 2012 – 24 maart 2018)
  - Aartsbisschop Gianfranco Gallone (8 mei 2019 - 3 januari 2023)
  - Aartsbisschop Gian Luca Perici (5 juni 2023 - heden)